# Viorica Dumitru
Viorica Dumitru (ur. 4 sierpnia 1946 w Bukareszcie) – rumuńska kajakarka. Dwukrotna medalistka olimpijska.
Brała udział w dwóch igrzyskach (IO 68, IO 72), na obu zdobywała brązowe medale. W 1968 była trzecia na dystansie 500 metrów w jedynce, w 1972 w dwójce. Partnerowała jej Maria Nichiforov. Zdobyła jeden srebrny medal mistrzostw świata (dwójka na 500 metrów w 1974) i trzy brązowe (czwórka w 1973 i 1974, jedynka w 1973). W 1967 była druga na mistrzostwach Europy w dwójce na dystansie 500 metrów.